# Colom imperial de l'illa d'Obi
El colom imperial de l'illa d'Obi (Ducula obiensis) és una espècie d'ocell de la família dels colúmbids (Columbidae) que habita els boscos de l'illa d'Obi, a les Moluques centrals.